# 프틸로클라디옵시스 호리다
프틸로클라디옵시스 호리다(Ptilocladiopsis horrida)는 진정홍조강 돌가사리목에 속하는 홍조류의 일종이다. 프틸로클라디옵시스과(Ptilocladiopsidaceae)와 프틸로클라디옵시스속(Ptilocladiopsis)의 유일종이다. 유럽의 발레아레스 제도, 프랑스 코르시카, 이탈리아 사르데냐, 스페인 등에서 발견된다.